# Mulheres no Iluminismo

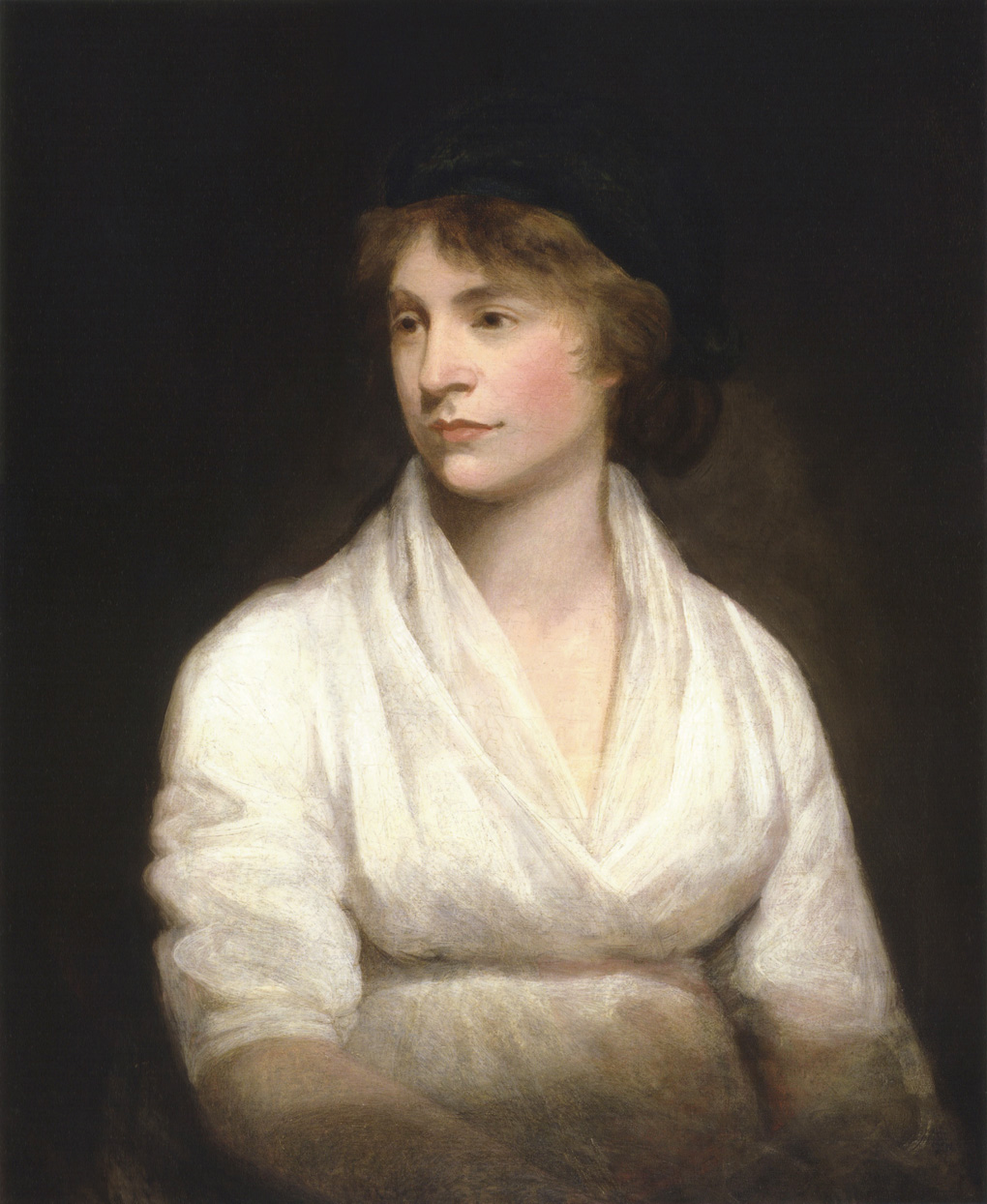
Mary Wollstonecraft, obra do pintor John Opie

O papel das mulheres no iluminismo é debatido, uma vez que é reconhecido que as mulheres, durante esta época não eram consideradas de status igualitário aos homens, e muito de seus trabalhos e esforços foram suprimidos. Mesmo assim, salões, cafés, sociedades de debates, competições acadêmicas e impressos tornaram-se avenidas para as mulheres socializarem, aprenderem e discutirem ideias iluministas. Para muitas mulheres, essas avenidas promoveram seus papéis na sociedade e criaram degraus para o progresso futuro.
O iluminismo veio para promover ideais de liberdade, progresso e tolerância. Para aquelas mulheres que foram capazes de discutir e promover novos ideais, discursos sobre religião, igualdade política e social e sexualidade tornaram-se tópicos proeminentes nos salões, sociedades de debate e na imprensa. Enquanto as mulheres na Inglaterra e na França ganharam, indiscutivelmente, mais liberdade; em contrapartida, nos outros países, o papel das mulheres no iluminismo era tipicamente reservado para as famílias de classe média e também de classe alta no contexto educacional para participar do debate. Portanto, as mulheres no iluminismo representavam apenas uma pequena classe da sociedade e não todas do sexo feminino.

## Pessoas e obras notáveis
O papel da mulher na sociedade tornou-se um tema de discussão durante o iluminismo. Filósofos e pensadores influentes como John Locke, David Hume, Adam Smith, Nicolas de Condorcet e Jean-Jacques Rousseau debateram questões de igualdade de gênero. Antes do iluminismo, as mulheres não eram consideradas de status igualitário aos homens na sociedade ocidental. Por exemplo, Rousseau acreditava que as mulheres eram subordinadas aos homens e as mulheres deveriam obedecer aos homens. Por outro lado, desafiando a desigualdade popular, Locke acreditava que a noção de que os homens são superiores às mulheres foi criada pelo homem. Condorcet também desafiou a desigualdade de gênero existente ao defender a igualdade política feminina. Os autores citaram a rainha Isabel I da Inglaterra, a imperatriz Catarina II da Rússia e a rainha Maria Teresa da Áustria como mulheres poderosas que eram capazes de intelecto. Nos últimos anos, a relação entre religião e iluminismo, por exemplo, no iluminismo católico e nas obras e vidas de mulheres escritoras, chamou a atenção dos historiadores.
Entre as filósofas e historiadoras do iluminismo prolíficas são Mary Wollstonecraft, Olympe de Gouges, Catherine Macaulay, Mary Astell, Mary Chudleigh e Louise d'Épinay . A influente The Letters on Education (1790), de Macaulay, defendia a educação das mulheres. A Vindication of the Rights of Woman (1792), de Wollstonecraft, usou argumentos semelhantes, afirmando que as mulheres deveriam ter uma educação compatível com sua posição na sociedade. O acesso das mulheres à educação deu origem ao potencial de acelerar o progresso da sociedade. De Gouges publicou a Declaração dos Direitos da Mulher e da Cidadã (1791) como um testemunho da desigualdade política das mulheres e para desafiar a autoridade masculina na sociedade.

## Salões literários

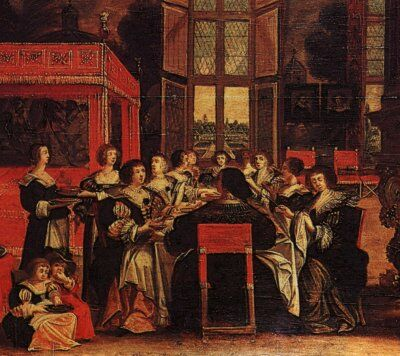
Um salão literário retratado pelo pintor francês Abraham Bosse

Os salões eram um fórum no qual mulheres na elite da classe social e bem alfabetizadas podiam continuar seu aprendizado em um lugar de conversação civil, enquanto governavam o discurso político e um lugar onde pessoas de todas as ordens sociais podiam interagir.
No século XVIII, sob a orientação de Madame Geoffrin, Mademoiselle de Lespinasse e Madame Necker, o salão foi transformado de local de lazer em local de iluminação. No salão não havia aula formal ou barreira de educação para impedir que os participantes participassem de discussões abertas. Ao longo do século XVIII, o salão serviu de matriz para os ideais iluministas. As mulheres eram importantes nessa função porque assumiam o papel de salões literários.
Salões da França eram montados por um pequeno número de mulheres com classe que se preocupavam com a educação e com a promoção das filosofias do Iluminismo. Os salões eram realizados em uma casa particular ou em uma sala de jantar de hotel. Houve uma refeição, e o discurso ocorreu depois. Durante a refeição, o foco estaria no discurso entre o patrocínio artístico do que no jantar.
Os salões tinham uma estrutura social hierárquica onde as posições sociais eram mantidas, mas sob diferentes regras de conversação destinadas a limitar mal-entendidos e conflitos. Os participantes eram muitas vezes pessoas de diferentes níveis sociais, permitindo que os plebeus interagissem com pessoas de status mais elevado. Muitas pessoas usaram opiniões da moda para subir na hierarquia social.
Dentro da hierarquia dos salões, as mulheres assumiam um papel de governança. Inicialmente uma instituição de recreação, os salões tornaram-se uma instituição ativa do iluminismo. Suzanne Necker, esposa do ministro das Finanças de Luís XVI, dá um exemplo de como os temas dos salões podem ter influenciado a política oficial do governo.
Alguns acreditam que os salões realmente reforçaram ou apenas tornaram suportáveis as diferenças de gênero e sociais. Os salões permitiam que pessoas de diferentes classes sociais conversassem, mas nunca como iguais. As mulheres nos salões eram ativas de maneira semelhante às mulheres da sociedade tradicional da corte como protetorados, ou socialmente ativas, pois sua presença encorajava a atividade civil e educada. Além disso, os salões muitas vezes não eram usados para fins educacionais, mas como forma de socializar e entreter.

## Cafeterias

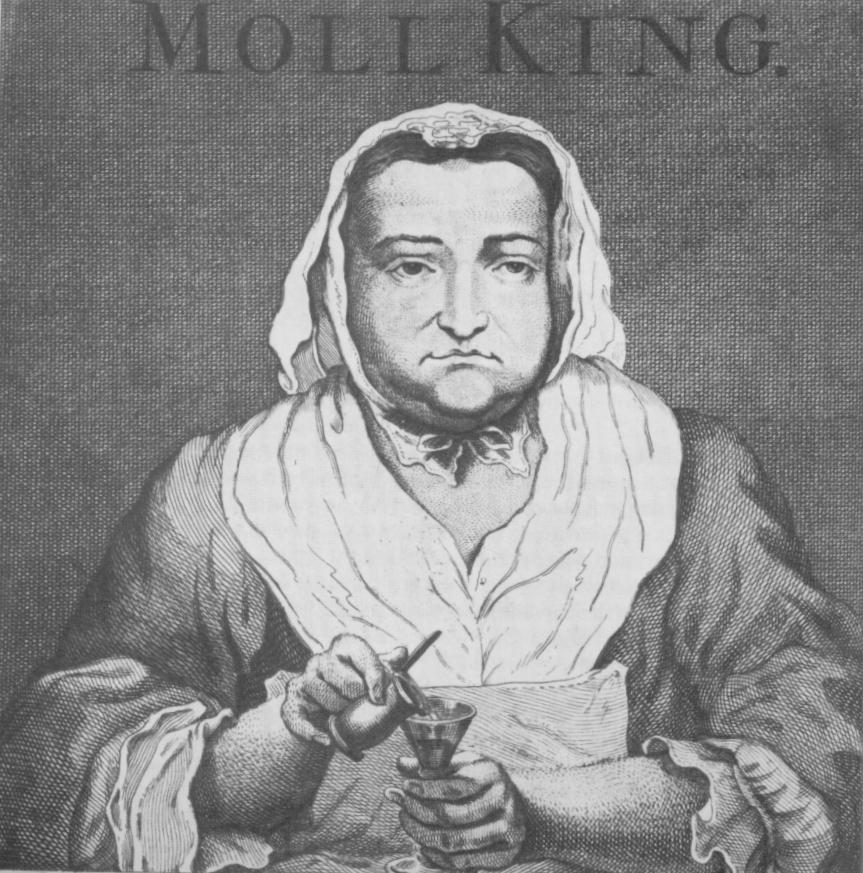
Moll King na cafeteria

Uma cafeteria foi um lugar onde os virtuosos ingleses se reuniam para conversar e aprender em um ambiente civilizado. Pessoas de todos os níveis de conhecimento eram reunidas para compartilhar e debater informações e interesses. As cafeterias reuniam as pessoas para estudar, mas não estavam associados a nenhuma universidade ou instituição. Como práticas informais de educação, as cafeterias eram frequentemente condenados e considerados impróprios por acadêmicos do sexo masculino, pois eles estavam acostumados a instituições completamente dominadas por homens.
As cafeterias são o local onde quase todas as mulheres estavam envolvidas, como é o caso da Moll King, proprietária do comércio, pois dizia-se que isso degradava as cafeterias tradicionais e administrados por homens. O estabelecimento de King funcionava até altas horas da noite e atendia uma clientela muito diferente dos pontos mais virtuosos. Sua cafeteria mostra que as mulheres do iluminismo nem sempre foram simplesmente o gênero tímido, mas ponto principal de diálogos envolvendo govenantes alfabetizadas ou protetora de artistas aspirantes.

## Debate em sociedade
O debate em sociedade eram encontros populares que incluíam educação e recreação por meio de assuntos estatais e sociais. Um salão literário foi alugado e os participantes foram cobrados uma taxa de admissão para discutir vários temas na esfera pública. Os debates em sociedade foram inicialmente dominadas por homens, mas evoluíram para organizações mistas e eventos apenas para mulheres. Ao contrário dos salões, as mulheres podiam participar dos diálogos de maneira igualitária, não apenas sendo uma governante ou protetora.
Os debates em sociedade, que antes do Iluminismo eram exclusivamente masculinas, ganharam popularidade em Londres na década de 1750. As mulheres na Inglaterra entraram na conversa sobre os ideais do Iluminismo juntando-se ao discussões. Qualquer um que pagasse uma taxa de admissão poderia entrar e falar. O status financeiro era uma barreira para algumas das classes mais baixas, mas a admissão de mulheres em sociedades de debate abriu o discurso político e social para uma parcela maior da sociedade. As sociedades eram a única saída para indivíduos de classe baixa e média expressarem visões não ortodoxas da época. Os debates em sociedade apenas envolvendo a participação das mulheres trouxeram ao público a crescente demanda por educação e direitos políticos iguais, além de proteção das ocupações femininas. A participação das mulheres em debates da sociedade era vista como uma incursão no espaço masculino e atraiu críticas consideráveis. Essa crítica foi o pontode partida para a criação de debates em sociedade exclusivamente femininas.
No final de 1780, havia quatro debates em sociedade conhecida só para mulheres: "La Belle Assemblee", o "Parlamento Feminino", o "Carlisle House Debates apenas para mulheres" e o "Congresso Feminino". Os tópicos geralmente tratavam de questões de relações masculinas e femininas, casamento, namoro e se as mulheres deveriam ter permissão para participar da cultura política.
Embora as mulheres fossem convidadas a participar dos debates em sociedade, havia critérios sobre quais sociedades elas poderiam fazer parte e quando elas poderiam participar. As mulheres só podiam participar quando não há presença de álcool no local. Embora as mulheres participassem, com frequência, dos debates em sociedade, muitas vezes eram acusadas de não sustentar argumentos válidos e agir apenas como fantoches.

## Obra impressa
As mulheres estavam mais envolvidas na publicação de suas obras do que se pensava anteriormente. Para publicar um trabalho durante a maior parte do iluminismo, uma mulher casada precisava ter o consentimento por escrito do marido. À medida que o Antigo Regime começou a falhar, as mulheres se tornaram mais prolíficas em suas publicações. As editoras não se preocupavam mais com o consentimento do marido, e adotava-se uma atitude mais comercial, publicando livros que iam vender. Com a nova perspectiva econômica do Iluminismo, as escritoras tiveram mais oportunidades no setor impresso.
A abertura do mundo editorial tornou mais fácil para as mulheres viver da profissão. Escrever era uma ocupação ideal, pois era mentalmente gratificante, podia ser feito em qualquer lugar e era adaptável às circunstâncias da vida. Muitas mulheres que escreviam não dependiam do dinheiro e, muitas vezes, escreviam para instituições de caridade. Os tópicos que elas escolheram desafiavam os papéis sociais de gênero da época, pois havia poucos limites de autoexpressão.
A cultura impressa tornou-se muito mais acessível às mulheres no século XVIII.  Por meio da produção de edições baratas e da crescente quantidade de livros voltados para o público feminino, as mulheres tiveram mais acesso à educação. Antes do século XVIII, muitas mulheres adquiriam conhecimento por correspondência com homens porque os livros não eram tão acessíveis a elas. Círculos sociais surgiram em torno de livros impressos. Enquanto os hábitos de leitura dos homens giravam em torno do estudo silencioso, as mulheres usavam a leitura como uma atividade social. Ler livros em encontros íntimos tornou-se um modo que fomentou o discurso entre as mulheres.

## Competições acadêmicas
Alguns historiadores, como Pieretti e John Iverson, dizem que a participação de mulheres em competições acadêmicas atingiu o pico durante a época do rei Luís XIV e diminuiu lentamente. Outros, como Robert Darnton, não os mencionam. Jeremy Caradonna apresenta evidências em contrário, mostrando que 49 das mais de 2 000 competições de prêmios foram vencidas por mulheres. Este número pode ser controverso, uma vez que muitas das mulheres ganharam em mais de uma ocasião. A ideia de que as mulheres só ganhavam porque os concursos eram completamente anônimos também é desmontada por Caradonna.
As questões passaram de interesses centrados nos homens para questões sobre direitos e educação das mulheres, incentivando a participação feminina. A Academia de Besançon foi uma das que recebeu muitas inscrições femininas durante os dois anos em que o concurso esteve aberto. Um dos membros da Academia divulgou um panfleto repreendendo opiniões misóginas. Embora houvesse muitas mulheres que participaram, apenas ganhar a competição acadêmica garantiria a publicação.